# رومان كايزر
رومان كايزر هو كيميائي سويسري، ولد في 15 يوليو 1945 في Kirchberg, St. Gallen ‏ في سويسرا.